# Defying Gravity
Defying Gravity – dramat filmowy produkcji USA w reżyserii Johna Keitela z 1997 r.